# Cryptogramma fumariifolia
Cryptogramma fumariifolia är en kantbräkenväxtart som först beskrevs av Rodolfo Amando Philippi och Bak., och fick sitt nu gällande namn av Christ. Cryptogramma fumariifolia ingår i släktet Cryptogramma och familjen Pteridaceae. Inga underarter finns listade.